# Stipa muelleri
Stipa muelleri är en gräsart som beskrevs av Tate. Stipa muelleri ingår i släktet fjädergrässläktet, och familjen gräs. Inga underarter finns listade i Catalogue of Life.